# Mycorhynchus brunneocapitatus
Mycorhynchus brunneocapitatus är en svampart som beskrevs av D. Hawksw. & J. Webster 1977. Mycorhynchus brunneocapitatus ingår i släktet Mycorhynchus och familjen Pyxidiophoraceae.   Inga underarter finns listade i Catalogue of Life.